# Albisaurus
Albisaurus (лат.) (от albi — название реки Эльба и sauros — ящер, буквально — ящер реки Эльба) — род динозавров, описанный чешским палеонтологом Антонином Фричем в 1893 году. Включает единственный вид — Albisaurus albinus. Ископаемые остатки настолько разрознены, что на их основе не может быть установлен ни срок существования таксона, ни клада, к которой он относится. Среди палеонтологов есть мнение, что род является не динозавром, а менее продвинутым архозавром.
Окаменелости были найдены в западной Чехии, в системе реки Эльба. Антонин Фрич первоначально опубликовал свою находку под названием Iguanodon albinus. Однако, в 1893 году после переоценки окаменелости он решил, что останки отличаются от останков игуанодона. В 1905 году он опубликовал новое название для этого вида — Albisaurus scutifer. Однако, Iguanodon albinus имеет приоритет, и поэтому правильным названием вида является Albisaurus albinus.
В 2014 году Дэвид Брюс Норман в своём исследовании игуанодонтов объявил и вид Albisaurus scutifer, и род Albisaurus nomen dubium в пределах клады Iguanodontia.